# Carabus coriaceus
Carabus coriaceus és un coleòpter de la família Carabidae.

## Descripció
És de color negre mate o lleugerament brillant. Els èlitres ovalats, arruats. Les estries del cap i del pronot són més fines. Les tíbies de les potes mitjanes tenen a la part exterior una escombra de pèls vermell òxid. És difícil la confusió amb altres espècies del gènere presents a Europa.

## Distribució
Del centre de Noruega i Suècia fins al nord d'Itàlia. Falta a Finlàndia, les Illes Britàniques i la península Ibèrica. Tampoc a les Illes Balears.

## Biologia
És un depredador nocturn, mentre que durant el dia roman amagat davall pedres, troncs vells, etc. Sòls una generació a l'any. L'adult viu 2-3 anys.

## Hàbitat
Bàsicament boscos de feixos i roures, ocasionalment a horts, praderies i a la costa.